# 灰绿卫矛
灰绿卫矛（学名：Euonymus cinereus）为卫矛科卫矛属下的一个种。